# The Drowners
The Drowners är en popgrupp från Skelleftehamn i Skellefteå kommun, Västerbotten. The Drowners bildades 1993.

## Medlemmar
- Magnus Vikström, sång
- Andreas Persson, trummor
- Leif Rehnström, gitarr
- Mikael Sundqvist, gitarr
- Jörgen Lindmark, bas

## Diskografi
- Take Refuge In Pleasure: The Songs of Roxy Music Revisited (compilation-09) Burning Sky Records (USA)
- My Candle (single-09) A West Side Fabrication (SWE)
- Beautiful Escape: The Songs of The Posies Revisited (compilation-08) Burning Sky Records (USA)
- Cease To Be (album-07) Listening Post (USA)
- La Musique de Paris Derniere, Vol. 5 (compilation-07) Naïve (FRA)
- Svensk indie 1988-2006 (compilation-06) NONS Records (SWE)
- Muted To A Whisper USA Version (album-03) Listening Post (USA)
- Muted To A Whisper (album-02) Morphine Lane Records (SWE)
- Best Of Beginnings (single-02) Morphine Lane Records (SWE)
- He Was Fab (tribute-02) Jealousy Records (USA)
- Jennifer (single-02) Morphine Lane Records (SWE)
- On The Radio (single-01) Morphine Lane Records (SWE)
- Boys & Girls (soundtrack-00) Ark 21 Records (USA)
- Is There Something On Your Mind? (album-00) Wind Up Records (USA)
- Is There Something On Your Mind? (single-00) Wind Up Records (USA)
- What Comes Naturally (single-98) A West Side Fabrication (SWE)
- Going For Gold (compilation-97) A West Side Fabrication (SWE)
- Välkommen Till Festen (soundtrack-97) Startracks (SWE)
- Fake R&R Personality (single-97) A West Side Fabrication (SWE)
- World Record Player (album-97) A West Side Fabrication (SWE)
- Summer Break My Fall (single-97) A West Side Fabrication (SWE)
- West Side United (compilation-97) A West Side Fabrication (SWE)
- Bumperstar (single-96) A West Side Fabrication (SWE)
- Give Ear (compilation-96) A West Side Fabrication (SWE)
- Stupid Way (single-96) A West Side Fabrication (SWE)
- Destroyer (album-96) A West Side Fabrication (SWE)
- Teenager (single-96) A West Side Fabrication (SWE)
- The 23 Enigma (compilation-95) A West Side Fabrication (SWE)
- Were All Part Of A Family (compilation-94) A West Side Fabrication (SWE)